# Peter Mayle

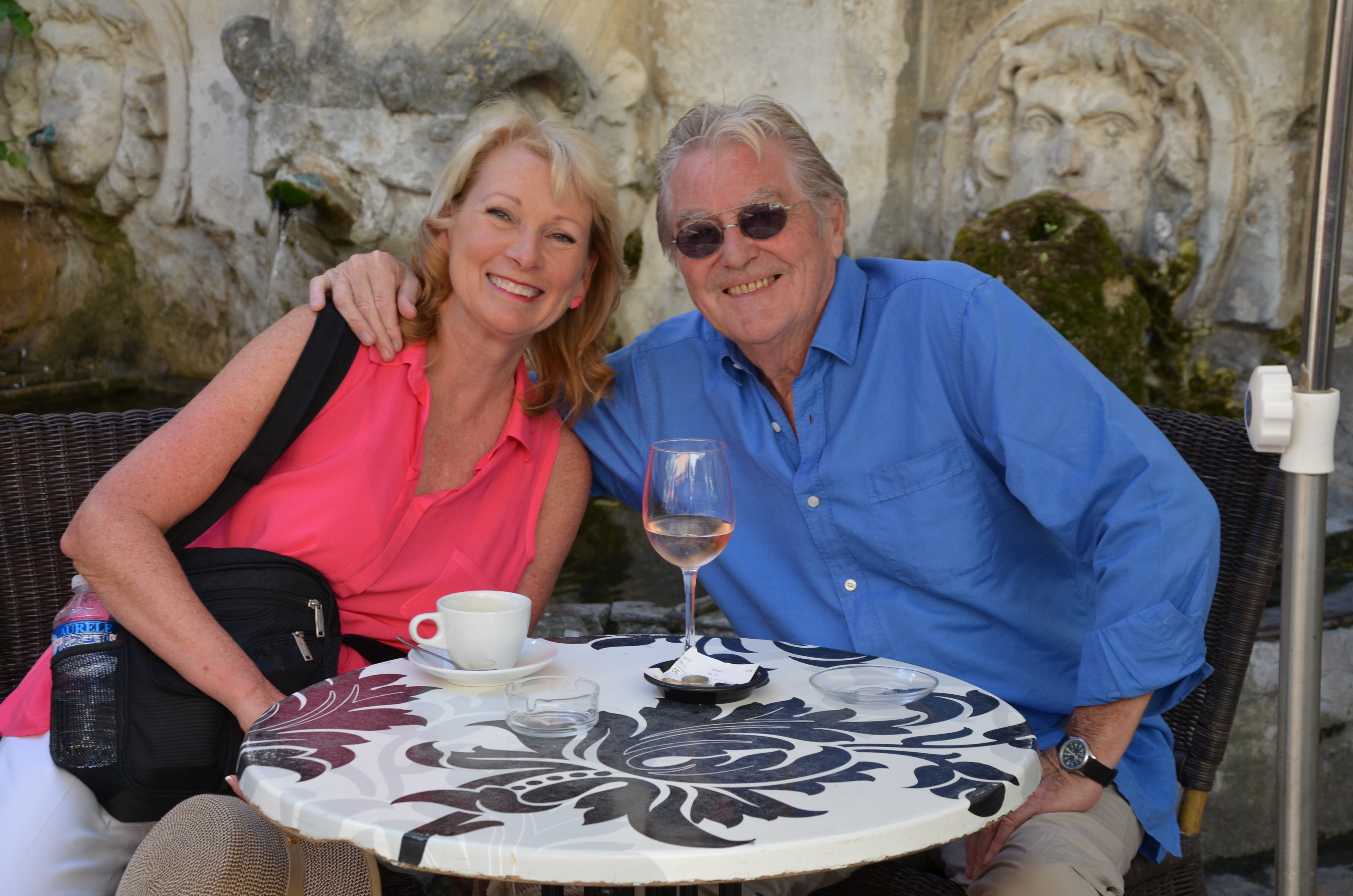
Peter Mayle in Gesellschaft

Peter Mayle (* 14. Juni 1939 in Brighton, East Sussex; † 18. Januar 2018 in Aix-en-Provence) war ein britischer Schriftsteller.

## Leben
Nach Anfängen als Kellner und Busfahrer war Peter Mayle in der Werbebranche tätig. In den 1970er-Jahren begann er zu schreiben, zuerst Erziehungs- bzw. Aufklärungsbücher. Im Jahr 1985 gab er seine Erwerbstätigkeit auf und zog zwei Jahre später in die Provence, wo er ein altes Bauernhaus renovierte und begann, Bücher über eigene Erlebnisse vor Ort, aber auch das Leben, die Kultur und die Mentalität Südfrankreichs zu schreiben. Einen besonderen Schwerpunkt nimmt die Beschreibung der Küche der Provence ein.
Seine Werke wurden in 17 Sprachen übersetzt, viele wurden große Erfolge. Durch seine Bücher Mein Jahr in der Provence und Toujours Provence wurde seine Popularität so groß, dass er im Jahr 1997 nach Long Island in den USA „flüchtete“. Er hatte in seinen Büchern die Lage seines Hauses in Ménerbes beschrieben, das dadurch zu einem Ausflugsziel für Touristen wurde, sodass er sich vor aufdringlichen Besuchern nicht mehr retten konnte.
Nach kurzer Zeit in den USA zog es ihn aber nach Südfrankreich zurück, um wieder dort zu leben; die Adresse seines Wohnsitzes in Vaugines gab er jedoch nicht mehr preis.
Am 18. Januar 2018 starb Peter Mayle im Alter von 78 Jahren in einem Krankenhaus in Aix-en-Provence.

## Werke (Auswahl)
- 1973 mit Arthur Robins und Paul Walter: Where Did I Come From? The Facts of Life Without Any Nonsense and with Illustrations
  - Wo komm ich eigentlich her? Ein aufklärendes Bilderbuch ohne Schmus für Kinder und junggebliebene Erwachsene, dt. von Taddäus Troll; Hoffmann & Campe, Hamburg 1998, ISBN 3-455-04999-0.
- 1975 mit Arthur Robins und Paul Walter: What's Happening to Me? The Answers to Some of the World's Most Embarrassing Questions
- 1976 Will I Go to Heaven?
- 1977 mit John Thornton: "Will I Like It?": Your First Sexual Experience, What to Expect, What to Avoid, and How Both of You Can Get the Most Out of It
  - Will I Like It? Das erste Mal, dt. von Mischa Lentz; Mosaik Verlag, München 1978, ISBN 3-570-00764-2.
- 1977 mit Arthur Robins: How to Be a Pregnant Father: An Illustrated Survival Guide for the First-time Father
  - Ratgeber für werdende Väter, dt. von Rainer Laden; Glöss Verlag, Hamburg 1980, ISBN 3-87261-031-7.
- 1978 mit Arthur Robins: Baby Taming
- 1979 mit Arthur Robins: Divorce Can Happen to the Nicest People
- 1981 mit Shawn und Paul Rice: As Dead as a Dodo
  - Vom Vogel Dodo und anderen Tieren, die es nicht mehr gibt, dt. von Franz Martin; Betz Verlag, Wien; München 1982, ISBN 3-7641-0240-3.
- 1981 mit Arthur Robins: Congratulations! You're Not Pregnant: An Illustrated Guide to Birth Control
  - Hurra, wir sind nicht schwanger! Ratschläge zur Empfängnisverhütung, dt. von Sonja Hauser; Droemer Knaur, München 1989, ISBN 3-426-02913-8.
- 1982 mit Arthur Robins: Grown-ups and Other Problems: Help for Small People in a Big World
  - Das Gespenst unterm Bett und andere Probleme mit Erwachsenen, dt. von Sonja Hauser; Droemer Knaur, München 1989, ISBN 3-426-02914-6.
- 1983 mit Gray Jolliffe: The Honeymoon Book
  - Flitterwochen für Anfänger, Droemer Knaur, München 1988, ISBN 3-426-02718-6.
- 1983 mit Arthur Robins: Chilly Billy
- 1984 mit Gray Jolliffe: Man's Best Friend: Introducing Wicked Willie in the Title Role
  - Sein bester Freund: Mit dem wilden Willie in der Hauptrolle, dt. von Ingeborg Ebel; Knaur, München 1985, ISBN 3-426-26210-X.
- 1985 mit Arthur Robins: Anything but Rover—the Art and Science of Naming Your Dog: A Breed by Breed Guide, Including Mongrels
  - Nicht schon wieder Strolchi! Die Kunst, seinem Hund den richtigen Namen zu geben, dt. von Ingeborg Ebel; Droemer Knaur, München 1987, ISBN 3-426-02189-7.
- 1985 mit Gray Jolliffe: Twinkle Winkle: Man´s Best Friend and your Star Signs
  - Sein bester Freund...sieht in die Sterne, dt. von Ingeborg Ebel; Knaur, München 1986, ISBN 3-426-26269-X.
- 1986 mit Arthur Robins: Sweet Dreams and Monsters: A Beginner's Guide to Dreams and Nightmares and Things That Go Bump under the Bed
  - Süße Träume und Monster unterm Bett: Ein Traumbuch für Kinder, dt. von Katharina Kühl; Carlsen Verlag, Reinbek 1987, ISBN 3-551-20907-3.
- 1987 mit Gray Jolliffe: Wicked Willie's Guide to Women: A Worm's-Eye View of the Fair Sex
  - Sein bester Freund...entdeckt die Frauen, dt. von Gabriele Holst; Knaur, München 1987, ISBN 3-426-26305-X.
- 1987 mit Gray Jolliffe: Wicked Willie's Low-Down on Men
  - Sein bester Freund: Ich war ein Lustobjekt, dt. von Judith Barkfeldt und Ulrich Mihr; Knaur, München 1988, ISBN 3-426-26338-6.
- 1988 mit Gray Jolliffe: Wicked Willie's Guide to Women: The Further Adventures of Man's Best Friend
- 1989 mit Judith Clancy: A Year in Provence
  - Mein Jahr in der Provence, dt. von Gerhard Beckmann; Droemer Knaur, München 1992, ISBN 3-426-03248-1.
- 1990 mit Raffaella Fletcher: Dangerous Candy: A True Drug Story by Someone Who Did Them and Kicked Them
- 1991 mit Judith Clancy: Toujours Provence
  - Toujours Provence, dt. von Gerhard Beckmann; Droemer Knaur, München 1992, ISBN 3-426-60053-6.
- 1992 Acquired Tastes: A Beginner's Guide to Serious Pleasures
  - Geld allein macht doch glücklich: Erstaunliches und Kurioses aus der Welt der Reichen, dt. von Gerhard Beckmann; Droemer Knaur, München 1993, ISBN 3-426-60075-7.
- 1992 mit Glynn Boyd Harte: Expensive Habits
- 1993 Up the Agency: The Funny Business of Advertising
- 1993 Hotel Pastis: A Novel of Provence
  - Hotel Pastis, dt. von Gabriele Gockel; Droemer Knaur, München 1994, ISBN 3-426-19342-6.
- 1994 mit Jason Hawkes: Provence
- 1995 A Dog's Life
  - Das Leben ist nicht fair: Erkenntnisse eines provenzalischen Hundes, dt. von Klaus Fröba; Droemer Knaur, München 1995, ISBN 3-426-19374-4.
- 1996 Anything Considered
  - Trüffelträume: Die Provenzalischen Abenteuer des Mr. Bennett, dt. von Klaus Fröba; Droemer Knaur, München 1997, ISBN 3-426-19375-2.
- 1997 Chasing Cézanne
  - Cézanne gesucht!, dt. von Ursula Bischoff; Blessing, München 1998, ISBN 3-89667-038-7.
- 1999 Encore Provence: New Adventures in the South of France
  - Encore Provence, dt. von Klaus Fröba; Droemer, München 1999, ISBN 3-346-19376-4.
- 2001 French Lessons: Adventures with Knife
  - Vive la fête! Eine kulinarische Tour de France, dt. von Ursula Bischoff; Blessing, München 2001, ISBN 3-89667-124-3.
- 2004 A Good Year
  - Ein guter Jahrgang, dt. von Ursula Bischoff; Blessing, München 2004, ISBN 3-89667-125-1.
- 2005 mit Gerard Auzet: Confessions of a French Baker: Breadmaking Secrets, Tips, and Recipes
  - Geheimnisse eines französischen Bäckers, dt. von Ursula Bischoff; Blessing, München 2007, ISBN 978-3-89667-326-8.
- 2006 Provence A–Z
  - Die Melonen des Monsieur Dumas...und andere Höhepunkte der Provence, dt. von Ursula Bischoff; Blessing, München 2008, ISBN 978-3-89667-340-4.
- 2009 The Vintage Caper
  - Ein diebisches Vergnügen, dt. von Ursula Bischoff; Blessing, München 2010, ISBN 978-3-89667-426-5.
- 2012 The Marseille Caper
  - Der Coup von Marseille, dt. von Ursula Bischoff; Blessing, München 2013, ISBN 978-3-89667-501-9.
- 2014 The Corsican Caper
  - Eine korsische Gaunerei, dt. von Ursula Bischoff; Blessing, München 2015, ISBN 978-3-89667-550-7.
- 2014 Provence in Ten Easy Lessons
- 2015 The Diamond Caper
  - Die Diamanten von Nizza, dt. von Ursula Bischoff; Blessing, München 2016, ISBN 978-3-89667-570-5.
- 2018 My Twenty-Five Years in Provence: Reflections on Then and Now

## Verfilmungen
Sein Roman Mein Jahr in der Provence wurde 2003 von der BBC verfilmt; sein Roman Ein guter Jahrgang wurde 2006 unter dem Titel Ein gutes Jahr von Ridley Scott verfilmt.